# Anna D'Angeri
Anna D'Angeri (Angermayer de Redenburg) (Vienna, 14 novembre 1853 – Trieste, 14 dicembre 1907) è stata un soprano italiano.

## Biografia
Studiò nella città natale ma debuttò in Italia nell'Africana di Giacomo Meyerbeer (Mantova, Teatro Sociale, 1873) e divenne presto un'apprezzata cantante. Caratterizzata da «voce potente e imponenza fisica», si esibì con particolare successo al Teatro alla Scala di Milano, ma anche nei maggiori teatri del Nord Italia e a Vienna. Si ritirò nel 1881, subito dopo il matrimonio con l'impresario triestino Vittorio Salem.

## Ruoli creati
- Maria Tudor in Maria Tudor di Antônio Carlos Gomes, Milano, Teatro alla Scala, 27 marzo 1879
- Jeftele nel Figliuol prodigo di Amilcare Ponchielli, Milano, Teatro alla Scala, 26 dicembre 1880
- Maria Boccanegra nella seconda versione del Simon Boccanegra di Giuseppe Verdi, Milano, Teatro alla Scala, 24 marzo 1881

## Repertorio
| Ruolo                | Titolo               | Autore     |
| -------------------- | -------------------- | ---------- |
| Leonora              | Fidelio              | Beethoven  |
| Norma                | Norma                | Bellini    |
| Lucrezia Borgia      | Lucrezia Borgia      | Donizetti  |
| Maria Tudor          | Maria Tudor          | Gomes      |
| Sitâ                 | Il re di Lahore      | Massenet   |
| Valentina            | Gli ugonotti         | Meyerbeer  |
| Contessa d'Almaviva  | Le nozze di Figaro   | Mozart     |
| Jeftele              | Il figliuol prodigo  | Ponchielli |
| Elvira               | Ernani               | Verdi      |
| Leonora              | Il trovatore         | Verdi      |
| Duchessa Elena       | I vespri siciliani   | Verdi      |
| Maria Boccanegra     | Simon Boccanegra     | Verdi      |
| Amelia               | Un ballo in maschera | Verdi      |
| Elisabetta di Valois | Don Carlo            | Verdi      |
| Aida                 | Aida                 | Verdi      |